# Antoine Tardif
Pour les articles homonymes, voir Tardif.
Antoine Tardif, né le 12 avril 1990 à Daveluyville, est un homme politique et hockeyeur québécois. Depuis 2021, il est maire de Victoriaville, au Québec.
De 2006 à 2010, il est gardien de but du Titan d'Acadie-Bathurst, des Voltigeurs de Drummondville et des Remparts de Québec au sein de la ligue de hockey junior majeur du Québec.
En novembre 2013, il devient maire de Daveluyville. Après la fusion municipale avec Sainte-Anne-du-Sault en 2015, il devient conseiller politique du député conservateur fédéral Alain Rayes et directeur des opérations pour le Parti conservateur du Canada pour le Québec. Le 1er octobre 2021, il est élu maire de Victoriaville par acclamation.

## Biographie

### Enfance et formation
Antoine Tardif est né à Daveluyville, au Québec, le 12 avril 1990. À 5 ans, il commence à jouer au hockey. À 19 ans, il obtient un certificat en ressources humaines à l’Université de Moncton. En 2010, il commence ses études à l’Université McGill, d'où il détient un baccalauréat en science politique, en économie et en management. Il complète ses études en obtenant une maîtrise en administration publique à l’École nationale d'administration publique.

### Hockey
Premier joueur à terminer un certificat universitaire,[réf. souhaitée] il est gardien de but dans la ligue de hockey junior majeur du Québec (LHJMQ). Il joue au sein de l'équipe du Titan de 2006 à 2008 et se mérite la mention de recrue de l’année RDS en 2007[réf. souhaitée]. La même année, il participe aux Jeux du Canada à Whitehorse, Yukon.[réf. souhaitée] De 2008 à 2010, il joue au sein de l'équipe des Voltigeurs de Drummondville et gagne la Coupe du président en 2009. Il termine sa carrière dans la LHJMQ auprès de la formation des Remparts de Québec dirigée par Patrick Roy durant la saison de 2009 à 2010. Il a ensuite défendu les couleurs de l’équipe de l’Université McGill durant une saison avant de commencer sa carrière en politique.
En 2012, Antoine Tardif et son frère créent une fondation pour appuyer les athlètes durant leurs études. De 2012 à 2013, il est le gardien de but de l'Isothermic de Thetford Mines au sein de la Ligue nord-américaine de hockey.

### Carrière politique
Durant ses études universitaires, Antoine Tardif est élu maire de Daveluyville en novembre 2013 et devient l’un des plus jeunes maires du Québec à l’âge de 23 ans,. Au début de son mandat, il avait pour ambition de fusionner la municipalité, d'agrandir son parc industriel et d'encourager les jeunes de la région d'y retourner travailler. Durant son mandat au conseil municipal, l'entente pour le regroupement municipal avec Sainte-Anne-du-Sault est conclue. Les deux municipalités sont officiellement consolidées en 2016. Il travaille également à la rétention locale des jeunes et au développement du parc industriel en bordure de l'autoroute 20.
Avant la fin de son mandat au conseil municipal, il devient directeur de campagne d'Alain Rayes, ce qui lui attire des critiques concernant une apparence de conflit d'intérêts,. Il occupe le poste de directeur de campagne dans le cadre de son stage finale de sa maîtrise en administration politique. De 2015 à 2017, Tardif est l'adjoint exécutif et l'attaché politique du député Alain Rayes au Parlement du Canada,.
De 2017 à 2019, il est directeur des opérations du Parti conservateur du Canada pour le Québec,,. Il est notamment responsable du recrutement de la candidature de Richard Martel lors des élections partielles canadiennes. À la suite de la réélection du député conservateur dans la circonscription de Richmond-Arthabaska, Antoine Tardif revient dans ses fonctions de conseiller politique pour Alain Rayes à Ottawa. Il quitte le poste en 2021 lorsqu’il se présente à la mairie de Victoriaville. En date du 27 février 2025, il a été annoncé qu'il ne se présenterait pas aux prochaines élections municipales.
Antoine Tardif est élu par acclamation maire de Victoriaville le 1er octobre 2021,. En décembre 2021, il est nommé vice-président de la Table des MRC du Centre-du-Québec.
En mai 2024, son nom est évoqué comme candidat possible à la direction du Parti libéral du Québec.

## Résultats électoraux
- 2013 : Daveluyville

- 2021 : Victoriaville - élu par acclamation[26]

## Prix et récompenses
- 2006 : Joueur étudiant du mois, Titan d'Acadie-Bathurst[1]
- 2008 : Joueur étudiant du mois, Ligue de hockey junior majeur du Québec[27]
- 2010 : Joueur défensif de la semaine, Ligue de hockey junior majeur du Québec[28]